# Ropalidia revolutionalis
Ropalidia revolutionalis (лат.) — вид ос-полистин рода Ropalidia (Polistinae).
Обитают в северо-восточной Австралии. Это вид с независимым основанием гнёзд самками-основательницами, и они строят новые гнёзда каждую весну. Они могут быть полезны, поскольку контролируют насекомых-вредителей в садах.

## Распространение
Встречаются в основном в юго-восточном и северном Квинсленде, Австралия. Гнёзда обычно располагаются на кустарниках, подвесных корзинах, под карнизами или вблизи других укрытых мест.

## Таксономия и филогения
Ropalidia revolutionalis были впервые описаны швейцарским энтомологом Анри Луи Фредериком де Соссюром в 1853 году под названием Icaria revolutionalis de Saussure, 1853. Включён в состав видовой группы Ropalidia variegata group. Они входят в трибу Ropalidiini из полистин, которая включает бумажных ос австралазийского региона, в частности Малых Зондских островов и северных районов Австралии. Они также входят в род Ropalidia, который является единственным родом, содержащим как роевые, так и независимые виды ос.

## Описание
Мелкие, тёмные, красновато-коричневые осы с длиной тела от 8 до 10 мм. При ближайшем рассмотрении на их теле можно заметить примечательные узоры, а сложные глаза имеют несколько фасеток. Они немного меньше, чем виды из рода Polistes. Это объясняется тем, что в их брюшке сегмент после талии более тонкий, чем следующий. Хотя эти осы не считаются особенно агрессивными, они жалят, если потревожить их гнёзда. От близких видов отличаются следующими признаками: первый метасомальный тергит при виде сбоку сильно выпуклый дорсально, а при виде строго дорсально (перпендикулярно дорсальной поверхности задней расширенной части) задняя расширенная часть широко закруглена спереди.

### Гнёзда

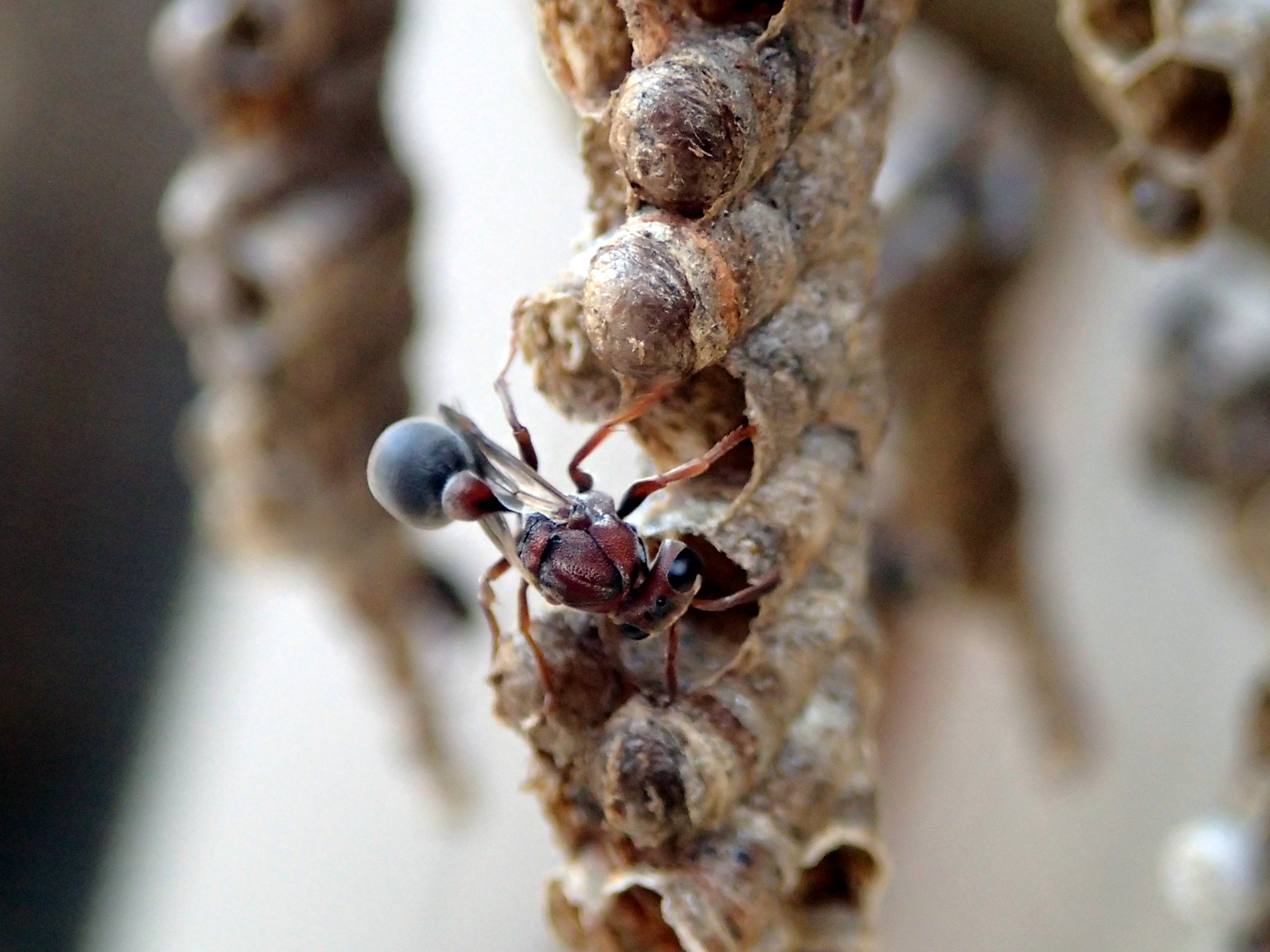
Ropalidia revolutionalis на гнезде

Каждая колония начинается с одного сота, построенного несколькими самками или одной самкой, и со временем колония обрастает более мелкими сотами-спутниками. Рабочие создают эти соты, используя целлюлозу и гниющую древесину, которую они пережёвывают и смешивают со слюной. Каждый сот состоит из двух рядов ячеек, прикреплённых стебельком (ножкой) на верхнем конце. Кроме того, иногда самки восстанавливают старые гнёзда, которые частично разрушились за зиму, что позволяет предположить, что некоторые колонии существуют более одного года.

### Уход за личинками
Каждая личинка R. revolutionalis содержится в индивидуальной ячейке в гнезде. Каждая из этих ячеек имеет прозрачное дно, через которое рабочие удаляют экскременты из ячейки. Фуражиры возвращаются в гнездо с гусеницами и другими мягкотелыми насекомыми. Прежде чем передать пищу личинкам, они барабанят головой по внутренней стороне ячейки. Самки выкармливают потомство до августа, даже когда гнездо разрушается, а личинки в конце концов окукливаются и превращаются во взрослых ос.

## Значение для человека
Ropalidia revolutionalis помогают бороться с вредителями в садах, отлавливая гусениц и других насекомых для своих личинок. Если есть возможность, их гнёзда лучше оставить в покое. Однако если их потревожить, они ужалят. Их яд содержит 5-гидрокситриптамин, которое вызывает боль, хотя фармакологический принцип действия остаётся неизвестным.